# ウノ・オーレン

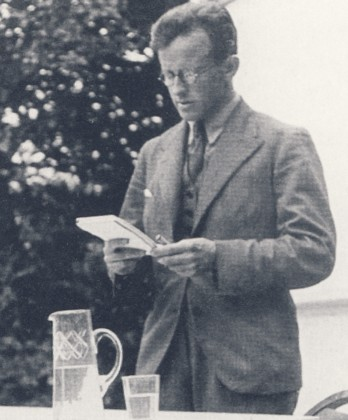
ウノ・オーレン（1930年頃）

ウノ・オーレン（Uno Åhrén、1897年8月6日 - 1977年10月8日）は、 スウェーデンの建築家、都市計画家、家具デザイナー。スウェーデンでは、建築家のほか、都市計画の最初の講義を、ストックホルム王立工科大学で1947年から1963年につとめていることで知られる。1920年代にドイツのバウハウスが提示したモダニズム建築を「機能主義(Funktionalism)建築」と呼んだ人物。ストックホルム生まれ。
スウェーデンのテキスタイルメーカー、スヴェンスク・テンの創始者エリクソンの邸宅を1925年に手がけ、その後しばらくは店舗と家具デザインを担当していた。
1930年にストックホルムで開催されたストックホルム博覧会に参加。これより、スウェーデンでもモダニズムが認識されていく。
代表作として、ストックホルムフォードモーターカンパニー（1930年-1931年）、王立工科大学キャンパス（スヴェン・マルケリウスらと　1928年-1930年）、ヨーテボリの都市計画（1933年-1938年）、アルスタセンター（1947年-1953年）など。 